# Kopani, Vasîlkivka
Kopani (în ucraineană Копані) este un sat în comuna Zelenîi Hai din raionul Vasîlkivka, regiunea Dnipropetrovsk, Ucraina.

## Demografie
Componența lingvistică a localității Kopani
     Ucraineană (90,63%)
     Rusă (9,38%)
Conform recensământului din 2001, majoritatea populației localității Kopani era vorbitoare de ucraineană (90,63%), existând în minoritate și vorbitori de rusă (9,38%).